# Eunice woodwardi
Eunice woodwardi är en ringmaskart som beskrevs av Baird 1869. Eunice woodwardi ingår i släktet Eunice och familjen Eunicidae. Inga underarter finns listade i Catalogue of Life.